# Clothilde (artiste)
Pour les articles homonymes, voir Clotilde.
Clothilde, nom de scène d'Élisabeth Beauvais, née le 22 février 1948, est une chanteuse française active pendant une brève période de 1967. 

## Biographie
Clothilde est la fille de l'écrivain et homme de radio Robert Beauvais et de la comédienne Gisèle Parry.
Elle enregistre en 1967 deux disques EP 45 tours, soit 8 chansons dont les paroles sont signées de Jean-Marie di Maria ou  Jean-Yves Gaillac sur des musiques orchestrées par Germinal Tenas (qui travaillait par ailleurs pour Antoine). L'humour pince-sans-rire et très noir des textes et la fantaisie débridée des arrangements ont fait la gloire durable des quelques chansons enregistrées par Clothilde, particulièrement Fallait pas écraser la queue du chat.
En 2013 le contenu de ces deux EP, les enregistrements italiens ainsi qu'un inédit chanté en compagnie des Charlots sont publiés sur un album édité par le label Born Bad Records.

## Discographie
- 1967, disque Vogue EPL 8528 : Fallait pas écraser la queue du chat / Je t'ai voulu et je t'ai bien eu / La Chanson bête et méchante / Le Boa.
- 1967, disque Vogue EPL 8567 : Saperlipopette (Bleuet et chiendent) / 102, 103 / La Ballade du bossu / La Vérité, toute la vérité.

Deux chansons ont été transposées en italien : Fallait pas écraser la queue du chat est devenue Ora so cos'è, et La chanson bête et méchante est devenue Qualcosa che non va.
- 2013, Born Bad Records [7] :

- 1. Fallait Pas Écraser La Queue Du Chat
  2. Je T'ai Voulu Et Je T'ai Bien Eu
  3. La Chanson Bête Et Méchante
  4. Le Boa
  5. Saperlipopette (Bleuet Et Chiendent)
  6. La Ballade Du Bossu
  7. 102 - 103
  8. La Vérité, Toute La Vérité
  9. Des Garçons Faciles
  10. A Ora Sos'e
  11. Qualcosa Che Non Va
  12. Fallait pas écraser la queue du chat (version Stéréo)